# Basilique des Saints-Apôtres de Cologne
Pour les articles homonymes, voir Basilique des Saints-Apôtres.
L'église des Saints-Apôtres de Cologne (Sankt Aposteln en allemand), située Place Neumarkt, est une église romane dont la construction remonte au premier âge roman. Elle est l'une des douze grandes basiliques romanes placées sous la protection du Förderverein Romanische Kirchen Köln (Association d'aide aux églises romanes de Cologne).
De pur style roman rhénan, l'église est construite sur un plan tréflé du chœur et du transept. Sa splendide abside rhénane comporte des arcatures aveugles et une galerie naine. Le clocher est couvert d'un toit en mitre.

## Le site de la basilique romane
Sankt Aposteln est située à l'extérieur de l'enceinte romaine, à proximité immédiate de l'importante porte ouest (Mittleres Westor).
L'enceinte romaine, construite en 70 ap. JC, était longue d'environ 4,5 km et comportait 21 tours et 9 portes.
À la porte ouest, le decumanus (Schildergasse) se transformait en voie romaine : la Via Belgica (ou  Via Agrippinensis) qui reliait Cologne (Colonia Claudia Ara Agrippinensium) à Boulogne-sur-Mer (Gesoriacum), par Juliers (Iuliacum), Heerlen (Coriovallum), Maastricht (Trajectum ad Mosam), Tongres (Aduatuca Tungrorum) et Bavay (Bagacum).
La deuxième enceinte de la ville, construite en 1106 par l'archevêque de Cologne, englobe Sankt Aposteln.

## Histoire de la construction de la basilique romane
en cours de traduction

## Contexte historique de l'architecture ottonienne
L'architecture ottonienne est spécifique au Saint-Empire romain germanique et elle est en partie à l'origine de l'architecture romane européenne.
Otton Ier, roi de Saxe est couronné empereur à Rome et fonde le Saint-Empire romain germanique, qu'il place dans l'héritage de Charlemagne. Otton Ier ressuscite un empire qu'il donne en héritage à son fil Otton II en 973. Celui-ci épouse la princesse byzantine Théophano, afin de s'allier à l'Empire d'Orient. À sa mort, son fils, Otton III, lui succède. Encore jeune, sa mère assure la Régence, et réaffirme l'influence byzantine sur l'art ottonien. Influencé par Gerbert d'Aurillac le roi rêve d'un empire universel dont la capitale serait Rome.
L'art ottonien parvient à son apogée autour de l'an mille avec la renaissance ottonienne en Saxe et en Rhénanie.
Parallèlement l’Église connait une forte organisation hiérarchique : les idées réformistes marquent l'épiscopat et les abbayes connaissent une expansion fulgurante. Les monuments se placent dans l'héritage de la dynastie carolingienne tout en se laissant imprégner des influences byzantines. Les ateliers monastiques sont à l'origine de l'art ottonien : sculptures, peintures, orfèvrerie, enluminures. Le culte des reliques s'élève, et les cryptes viennent se placer de plain-pied avec la nef. La composition des édifices est modifiée, tout comme le développement de la liturgie. Les grands pèlerinages s'organisent.
À partir du XIe siècle, le style roman rhénan se développe. Il se caractérise par l'existence d'un chœur à trois absides formant un trèfle, comme dans les églises St. Maria im Kapitol, St. Aposteln et Gross St. Martin à Cologne.

## Personnages historiques liés à la basilique
- L'archevêque Saint Brunon de Cologne, né vers 928, mort à Reims en 965, fils d'Henri Ier l'Oiseleur, frère d'Otton Ier, est archevêque de Cologne de 953 à 965, et duc de Lotharingie de 953 à 965 ; il est inhumé provisoirement dans l'église primitive.
- L'archevêque Saint Heribert, 999 - 1021
- L'archevêque Pilgrim, archevêque de Cologne de 1021 à 1036 et Chancelier d'Italie à partir de 1031 ; il est le fondateur du couvent de chanoines Sankt Aposteln en 1025 ; il couronne en 1028 Henri III du Saint-Empire, roi et empereur de la dynastie franconienne issue des Francs saliens ; il est inhumé dans le chœur de Sankt Aposteln.